# Mer d'Argentine
Pour les articles homonymes, voir Argentine (homonymie).
La mer d'Argentine (en espagnol : Mar Argentino) est une mer de l'océan Atlantique Sud entre l'estuaire du Río de la Plata (latitude 35 degrés Sud) et le banc Burdwood (es) (environ latitude 54,30 degrés Sud). Sa largeur varie entre 210 km au large de Mar del Plata et 850 km à la latitude des Malouines. Le littoral continental s'étend sur 4 725 km.
Cette mer d'une superficie de 940 000 km2 et d'une profondeur moyenne de 200 m, couvre principalement le plateau continental de l'Argentine.